# 96 км
96 км — населённый пункт (тип: жд. разъезд) в Топкинском районе Кемеровской области России. Входит в состав Лукошкинского сельского поселения.

## География
Расположен на западе области, в пригородной зоне города Топки.

## История
Населённый пункт появился при строительстве железной дороги. В селении жили семьи тех, кто обслуживал железнодорожную инфраструктуру разъезда. 

## Население
| 2010 |
| ---- |
| 4    |

Гендерный состав
По данным Всероссийской переписи населения 2010 года, в разъезде 96 км проживает 4 человека (3 мужчины, 1 женщина).

## Инфраструктура
Путевое хозяйство Западно-Сибирской железной дороги. Действует железнодорожная платформа 96 км.
СНТ Полянка. 

## Транспорт
Автомобильный и железнодорожный транспорт.
Просёлочные, подъездная дороги к автодороге 32К-288 в город Топки. 